# Mario Party 8
 (juin 2019).
Si vous disposez d'ouvrages ou d'articles de référence ou si vous connaissez des sites web de qualité traitant du thème abordé ici, merci de compléter l'article en donnant les références utiles à sa vérifiabilité et en les liant à la section « Notes et références ».
Mario Party 8 (マリオパーティ8, Mario Pāti Eito) est un jeu vidéo de type party game développé par Hudson Soft et édité par Nintendo. Sorti en 2007 sur Wii, il fait partie de la série Mario Party. C'est le seul jeu de la série à permettre de jouer en tant que Mii et le premier à tirer parti des fonctionnalités de la Wiimote. Il suit Mario Party 7 et précède Mario Party 9.

## Système de jeu
Dans les mini-jeux, le joueur doit utiliser les capteurs de la Wiimote. Dans la plupart des mini-jeux, la Wiimote est utilisée comme une manette (c'est-à-dire qu'on ne peut la faire bouger).
Les capsules apparues dans des précédents volets ont été remplacées par des bonbons de couleurs.
Le jeu propose cinq modes de jeux : Chapiteau de la fête, Arène bataille stellaire, Salle des mini-jeux, Zone des extras et Bazar Bizarre.

### Personnages
Le jeu propose quatorze personnages jouables, dont deux sont à débloquer : Mario, Luigi, Peach, Daisy, Wario, Waluigi, Yoshi, Birdo, Toad, Toadette, Boo, Skelerex, Bloups et Frère Marto. Ces deux derniers font leur apparition pour la première fois dans la série.

### Plateaux
Les plateaux sont au nombre de 6 et possède la même règle : le joueur possédant le plus d'étoiles et de pièces à la fin du plateau gagne la partie et devient la superstar. 
- Le temple de la jungle de DK : Plateau classique où les joueurs doivent atteindre la case étoile. Une étoile coûte 20 pièces. Une fois obtenue, la case étoile se déplace ailleurs sur le plateau.
- L'ilot au trésor de Goomba : L'objectif est de traverser le plateau pour trouver le capitaine Goomba qui vous donnera une étoile gratuitement. Le plateau est composé d'une unique route.
- Le manoir hanté du Roi Boo : Ce plateau est totalement aléatoire et varie en fonction des parties. Le joueur y a pour but de trouver le Roi Boo caché dans une des salles du manoir et lui acheter une étoile à 10 pièces. La composition du plateau est également totalement inconnu des joueurs et la découvriront au fil de leur avancée dans le manoir hanté. Certains passages mènent à des cul-de-sacs.
- Le marrant express de Maskass : Plateau simple prenant place dans un train. Le joueur démarre à l'arrière du train et doit atteindre l'avant en se déplaçant de wagon en wagon pour acheter une étoile à 20 pièces et en mode "Duel" : 10 pièces (au maximum : 50 ou +) au conducteur Maskass. Une fois la locomotive atteinte, le joueur repart par le toit en montant et en descendant par l'échelle pour rentrer à l'intérieur du wagon.
- La cité des hôtels de Koopa : Sur ce plateau le joueur doit investir dans des hôtels pour avoir une étoile. Plus l'investissement augmente, plus la valeur de l'hôtel en étoiles augmente. Ainsi, à partir de 20 pièces, l'hôtel devient un 2 étoiles et à partir de 50 pièces, un 3 étoiles. L'investissement maximum possible dans un hôtel est de 100 pièces. Le plateau peut être considéré comme une référence au Monopoly.
- La station mirobolante de Bowser (à débloquer en finissant le mode "Arène Bataille Stellaire") : Les joueurs démarrent avec 3 étoiles et doivent utiliser des bonbons uniques pour voler les étoiles des autres. Le bonbon "Bowser" permet de frapper 2 blocs dés et de voler 2, 4 ou 6 étoiles et le bonbon "Bill Balle" permet de frapper 3 blocs dés et de voler 1, 2 ou 3 étoiles.